# Waxriegelhaus
Das Waxriegelhaus ist ein Schutzhaus der Naturfreunde Mürzzuschlag auf 1361 m am Fuß der Rax an der niederösterreichisch-steirischen Grenze. Es ist ganzjährig bewirtschaftet, bietet neben sechs eigenen Biersorten (Waxriegelbier) ein vielfältiges Speisenangebot und hat Übernachtungsmöglichkeiten in Zimmern und Matratzenlagern für bis zu 60 Personen. 
Das Waxriegelhaus ist vom Preiner Gscheid in ca. einer Stunde erreichbar. Es dient unter anderem als Stützpunkt bei der Ersteigung der Heukuppe (2007 m), des höchsten Gipfels der Rax. Im Winter sind mehrere Skitouren möglich und es gibt eine Rodelbahn. Weitere Hütten in der Umgebung sind das Habsburghaus, die Seehütte, die Gloggnitzer Hütte, das Otto-Schutzhaus, das Schneealpenhaus und das Karl-Ludwig-Haus.

## Geschichte
Das Waxriegelhaus wurde 1923/24 als Ersatz für das am 10. August 1919 eröffnete, am 16./17. Jänner 1923 von einer Lawine zerstörte Hermannsschutzhaus errichtet und am 5. Oktober 1924 feierlich eröffnet. Das Haus, nunmehr an lawinensicherer Stelle 100 m höher gelegen, wies 155 m² verbaute Fläche auf und bot Matratzenlager für ca. 60 Personen.
Nach der Auflösung der Naturfreunde im Austrofaschismus 1934 war die Hütte im Besitz des Vereins Bergfreunde. Während der Zeit des Nationalsozialismus wurde sie von dem zur Hitlerjugend gehörenden Deutschen Jugendherbergswerk verwaltet. Nach dem Zweiten Weltkrieg wurde die Hütte wieder von den neu gegründeten Naturfreunden übernommen. 1954 fand eine umfangreiche Modernisierung statt. 1956 wurde das Waxriegelhaus an das Stromnetz angeschlossen, 1960 folgte die Erschließung einer Quelle und damit die Versorgung mit ausreichend fließendem Wasser.